# Chelon
Chelon és un gènere de peixos de la família dels mugílids.

## Taxonomia
- Chelon engeli
- Chelon axillaris
- Chelon bispinosus
- Llissa vera (Chelon labrosus)[1][2][3][4]